# Declare Guerra
Declare Guerra! é o quarto álbum da banda brasileira de rock Barão Vermelho, lançado em 1986. É o primeiro álbum com o guitarrista Roberto Frejat nos vocais principais após da saída do principal letrista e vocalista, Cazuza. O álbum foi um fracasso comercial.

## História
Com o sucesso comercial do último álbum e dos singles "Bete Balanço" e "Pro Dia Nascer Feliz", shows esgotados ao redor do país e aclamação do público e crítica, o Barão Vermelho havia finalmente triunfado e consolidado sua carreira como uma das bandas mais populares de sua geração. Por outro lado, Cazuza frequentemente expressava desejo de expandir sua carreira a temas mais complexos e outros estilos além do rock e blues pelos quais a banda era conhecida. Ao comentar sobre uma possível carreira solo, o produtor Ezequiel Neves e os integrantes Dé Palmeira, Guto Goffi, Maurício Barros e Roberto Frejat apoiaram o cantor e combinaram que, antes de sair da banda, ele participaria das gravações de mais um álbum, o quarto do quinteto, e que manteriam a decisão em segredo até o lançamento deste. Entretanto, ele não cumpriu o acordo ao anunciar sua saída em um dos shows da banda e não comparecer em quase nenhum dos dias de desenvolvimento de repertório para o novo disco. Nos dias em que o cantor não ia, os outros membros desenvolviam canções sem a participação de seu principal letrista e assumiam os vocais, principalmente Frejat e Maurício.
No dia 27 de julho de 1985, que seria o último dia de ensaio antes do início das gravações, Cazuza marcou uma reunião para anunciar que estava deixando o Barão Vermelho, alegando ser "egoísta demais para dividir a atenção e os palcos". Sua saída foi marcada por  e mágoa entre os seus colegas, em especial Frejat, com quem tinha uma parceria de composição bem sucedida e uma forte amizade. Uma semana depois, Cazuza foi internado no Hospital São Lucas, em Copacabana, com pneumonia, entretanto, nenhum dos seus ex-colegas de banda foram o visitar.

## Gravação
Diante da desconfiança da mídia, do público e da gravadora Som Livre, o Barão Vermelho precisa se reinventar e provar seu valor em sua nova fase. Apesar do tempo de incertezas e mudanças, o produtor Ezequiel Neves e o então empresário Mário Almeida seguiram apoiando tanto a banda quanto Cazuza em seus novos projetos. O guitarrista Frejat foi escolhido democraticamente entre os membros para ser o novo frontman, pois tinha facilidade em interpretar os hits da banda que, em sua maioria, eram de sua autoria. Em outubro de 1985, a música "Torre de Babel" fez um sucesso razoável ao ser lançada no disco de "A Era dos Halley", um especial da TV Globo para comemorar o Dia das Crianças daquele ano. O sucesso desta faixa trouxe esperança ao grupo, que começaria a gravação de seu novo álbum em fevereiro do ano seguinte.
Ao sair do grupo, Cazuza ainda levou consigo algumas canções das quais antes seriam trabalhadas no Barão, como "Mal Nenhum", "Só As Mães São Felizes", "Balada de Um Vagabundo", "Rock da Descerebração" e "Boa Vida", para integrar o seu primeiro álbum solo, Exagerado. Assim, todos se empenharam em escrever letras e buscar colaboradores para o novo repertório. O álbum conta com canções assinadas por Arnaldo Antunes, Ezequiel Neves, Humberto Effe, Renato Russo e outros, além de desenvolverem mais a relação de parcerias entre os membros. O guitarrista Fernando Magalhães e o percussionista Peninha foram convidados colaborar nas gravações de algumas faixas e acompanhar a banda em turnês – mais tarde, seriam efetivados como oficialmente integrantes do Barão Vermelho.

## Recepção
Apesar do sucesso razoável das faixas "Torre de Babel" e "Declare Guerra", o álbum foi considerado um fracasso de vendas. A gravadora Som Livre não deu o apoio esperado para na divulgação do álbum e optou por dar prioridade ao projeto de Cazuza, que parecia mais promissor comercialmente. Outro fator que afetou as vendas do álbum foi um problema na prensagem dos discos de vinil, deixando 30 mil cópias do álbum com erro que prejudicava a audição. As críticas foram, em geral, mornas, tanto enaltecendo a energia das canções e experimentação da banda quanto apontando como um ponto negativo algumas performances vocais medianas de Frejat, que não era acostumado a assumir os vocais principais e rendeu comparações inevitáveis com o antigo vocalista.
A faixa-título "Declare Guerra", composição de Frejat, Guto Goffi e Ezequiel Neves, com uma letra escrita tanto sobre a política da época quanto direcionada às pessoas que desacreditaram e se afastaram da banda em seu momento mais difícil, foi interpretada como uma indireta ao Cazuza pela mídia e inclusive pelo próprio. Em resposta, o cantor escreveu aos seus ex-colegas de banda a canção "Amor de Irmão", que abriria o próximo álbum da banda, Rock'n Geral.

## Faixas
| N.º | Título                 | Compositor(es)                                | Duração |  |
| 1.  | "Um Dia Na Vida"       | Cazuza, Maurício Barros                       | 2:42    |  |
| 2.  | "Desabrigado"          | Humberto Effe, Maurício                       | 3:27    |  |
| 3.  | "Torre de Babel"       | Frejat, Guto Goffi, Ezequiel Neves            | 3:07    |  |
| 4.  | "Bagatelas"            | Antonio Cicero, Frejat                        | 3:20    |  |
| 5.  | "Não Quero Seu Perdão" | Denise Barroso, Júlio Barroso, Frejat         | 2:40    |  |
| 6.  | "Bumerangue Blues"     | Renato Russo                                  | 2:50    |  |
| 7.  | "Declare Guerra"       | Frejat, Goffi, Ezequiel                       | 3:56    |  |
| 8.  | "Linda e Burra"        | Maurício, Pequinho                            | 3:23    |  |
| 9.  | "Maioridade"           | Cazuza, Denise Barroso, Frejat, Guto Goffi    | 3:36    |  |
| 10. | "Que O Deus Venha"     | Cazuza, Frejat / Adaptação: Clarice Lispector | 3:48    |  |
| 11. | "Eu Tô Feliz"          | Arnaldo Antunes, Frejat                       | 3:58    |  |

- O percussionista Peninha participa das faixas 2, 4 e 9.
- Fernando Magalhães toca baixo na canção "Maioridade".
- Maurício Barros assume os vocais em "Linda e Burra".
- Além de produzir o álbum junto a banda, Ezequiel Neves participa em várias faixas dando vocais de apoio. Sua contribuição mais notória está em "Eu Tô Feliz", batendo palmas e dando risadas.
- A voz do cantor americano James Brown é utilizada na introdução na canção "Eu Tô Feliz".
- Dé Palmeira é o único membro do Barão a não assinar nenhuma faixa em Declare Guerra. Naquele período, o baixista estava trabalhando junto de sua então esposa, Bebel Gilberto, na produção do EP de estreia da cantora, que incluiu o hit "Preciso Dizer que Te Amo".[19]

## Créditos

#### Barão Vermelho
- Roberto Frejat  – vocal, guitarra e violão
- Maurício Barros – vocal, violão, teclados e piano
- Dé Palmeira – baixo, bandolim e vocais de apoio
- Guto Goffi – bateria, percussão e vocais de apoio

#### Músicos convidados
- Fernando Magalhães – guitarra, baixo
- Peninha – percussão
- Ezequiel Neves – vocais de apoio